# Petersköpfl
Das  Petersköpfl ist ein 1745 m ü. A. hoher Gipfel im Kaisergebirge im Bundesland Tirol in Österreich. Das Petersköpfl liegt im Gebiet des Zahmen Kaisers. Im Osten ist das Petersköpfl durch einen Kamm mit dem Einserkogel verbunden, im Westen ist es durch eine Scharte von der Naunspitze getrennt. Nach Süden fällt es schrofig ins Kaisertal, nach Norden mit steilen Felswänden nach Ebbs ab. Im Osten folgt ein mäßig geneigtes, latschenbewachsenes Hochplateau, das den Hauptkamm des Zahmen Kaisers bildet und bis zur Pyramidenspitze reicht.

## Aufstiege
Von der Vorderkaiserfeldenhütte ist das Petersköpfel unschwierig in einer Stunde zu erreichen, ebenso von der Hinterkaiserfeldenalm. Der Übergang zur benachbarten Naunspitze dauert zwanzig Minuten. Vom Petersköpfl führt ein Steig über das Plateau des Zahmen Kaisers auf die Pyramidenspitze. Durch eine kleine Felsplatte in der Westflanke führen einige kurze Kletterführen. Durch die Nordabstürze führen auch längere alpine Kletterrouten.

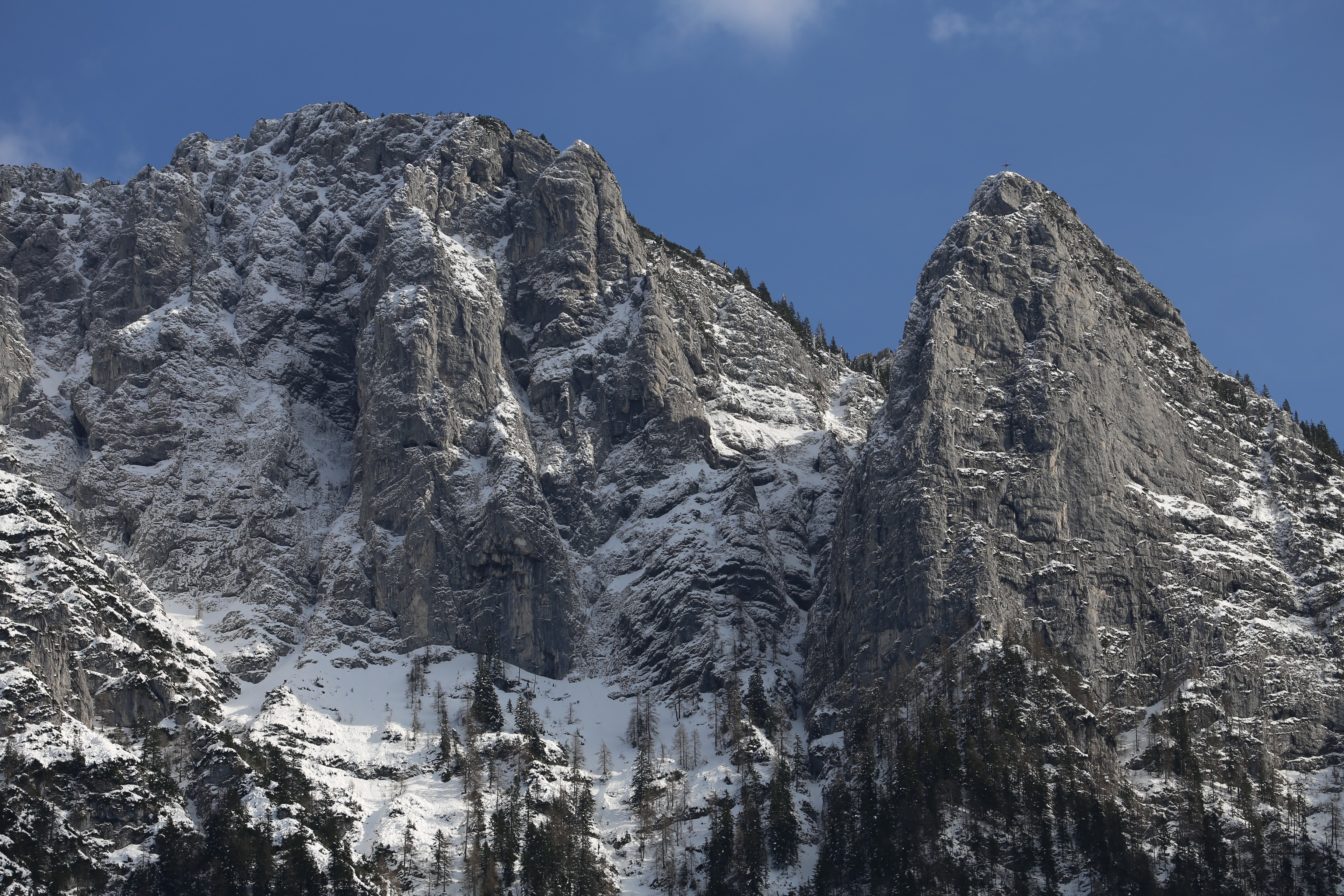
Petersköpfl (links) von Ebbs gesehen, rechts die Naunspitze